# Liste der Baudenkmale in Fürstenwalde/Spree
Die Liste der Baudenkmale in Fürstenwalde/Spree enthält alle Baudenkmale der brandenburgischen Stadt Fürstenwalde/Spree und ihrer Ortsteile. Grundlage ist die Landesdenkmalliste mit dem Stand vom 31. Dezember 2022. In der Liste der Bodendenkmale in Fürstenwalde/Spree sind die Bodendenkmale aufgeführt.

## Baudenkmale in den Ortsteilen
In den Spalten befinden sich folgende Informationen:
- ID-Nr.: Die Nummer wird vom Brandenburgischen Landesamt für Denkmalpflege vergeben. Ein Link hinter der Nummer führt zum Eintrag über das Denkmal in der Denkmaldatenbank. In dieser Spalte kann sich zusätzlich das Wort Wikidata befinden, der entsprechende Link führt zu Angaben zu diesem Denkmal bei Wikidata.
- Lage: die Adresse des Denkmales und die geographischen Koordinaten. Link zu einem Kartenansichtstool, um Koordinaten zu setzen. In der Kartenansicht sind Denkmale ohne Koordinaten mit einem roten beziehungsweise orangen Marker dargestellt und können in der Karte gesetzt werden. Denkmale ohne Bild sind mit einem blauen bzw. roten Marker gekennzeichnet, Denkmale mit Bild mit einem grünen beziehungsweise orangen Marker.
- Bezeichnung: Bezeichnung in den offiziellen Listen des Brandenburgischen Landesamtes für Denkmalpflege. Ein Link hinter der Bezeichnung führt zum Wikipedia-Artikel über das Denkmal.
- Beschreibung: die Beschreibung des Denkmales
- Bild: ein Bild des Denkmales und gegebenenfalls einen Link zu weiteren Fotos des Baudenkmals im Medienarchiv Wikimedia Commons

### Fürstenwalde
| ID-Nr.                           | Lage | Bezeichnung | Beschreibung | Bild |
| -------------------------------- | --- | --- | --- | --- |
| 09115295                         | Am Niederlagetor, Goetheplatz, Töpfergraben (Lage)                                                                                  | Reste der Stadtbefestigung mit Bullenturm | Die Reste der Stadtbefestigung befinden sich im Westen und Südwesten der Altstadt. Zur Stadtbefestigung gehört auch der Bullenturm im Nordwesten der Altstadt. Es ist ein Rundturm aus dem 15. Jahrhundert, der Turm hat einen Zinnenkranz und eine Kegelspitze. Die Stadttore wurden im 19. Jahrhundert abgerissen.                                      | Reste der Stadtbefestigung mit Bullenturm |
| 09115873 Teilobjekt zu: 09115295 | Am Niederlagetor, Goetheplatz, Töpfergraben (Lage)                                                                                  | Wehrturm | | BW |
| 09115527                         | (Lage) | Treidelwegbrücke, auf dem Hafengelände | | Treidelwegbrücke, auf dem Hafengelände |
| 09115484                         | Bundesautobahn 12 (Lage) | Tankstelle, an der Autobahnauffahrt | Die Tankstelle an der Nordseite der BAB 12 liegt direkt in der Auffahrt Fürstenwalde West und ist die erste Reichsautobahn-Tankstelle in Brandenburg. Sie wurde 1937 von Friedrich Tamms als Typenbau entworfen und ist die letzte erhaltene Tankstelle dieser Serie.                                                                                     | weitere Bilder |
| 09115096                         | Am Markt 1 (Lage) | Rathaus | Das zweigeschossige Alte Rathaus entstand um 1500 als spätgotischer Backsteinbau. 1624 wurde der Turm hinzugefügt. | weitere Bilder |
| 09115133                         | August-Bebel-Straße 1 (Lage) | Kirche der Samariteranstalten | Die Kirche der Samariteranstalten wurde 1925 erbaut. | Kirche der Samariteranstalten |
| 0911 Teilobjekt zu: 09115133     | August-Bebel-Straße 1 (Lage) | Orgel | | BW |
| 09115163                         | August-Bebel-Straße 114 (Lage) | Wohnhaus | | Wohnhaus |
| 09115485                         | August-Bebel-Straße 115 (Lage) | Wohnhaus | | Wohnhaus |
| 09115757                         | Bahnhofstraße 22 (Lage) | Gerhard-Goßmann-Grundschule mit Hauptgebäude, Verbindungsbau und Aula sowie Transformatorenhaus | | weitere Bilder |
| 09115758 Teilobjekt zu: 09115757 | Bahnhofstraße 22 (Lage) | Aulagebäude | | BW |
| 09115759 Teilobjekt zu: 09115757 | Bahnhofstraße 22 (Lage) | Trafostation | | BW |
| 09115161                         | Domplatz 13, Kehrwiederstraße 9 (Lage)                                                                                              | Margarinefabrik (Nr. 9, heute Kulturfabrik) und altes Bischofsschloss (Nr. 13) | Das ehemalige Fabrikgebäude beherbergt heute das Kulturzentrum Kulturfabrik und die Stadtbibliothek. Die Askanier schufen eine Burg, die Ende des 14. Jahrhunderts / Anfang des 15. Jahrhunderts zu einem Schloss umgebaut wurde. Im 18. Jahrhundert wurde das Schloss bis auf dem Nordflügel abgetragen. Das Bischofsschloss wird gastronomisch genutzt. | weitere Bilder |
| 09115984 Teilobjekt zu: 09115161 | Domplatz 13 () | Burggebäude | | ein Bild hochladen |
| 09115836 Teilobjekt zu: 09115161 | Kehrwiederstraße 9 (Lage) | Fabrikgebäude | | BW |
| 09115094                         | Domplatz 10 (Lage) | Stadtpfarrkirche St. Marien (Domkirche) mit Sakramentshaus | Der St. Marien Dom (Domkirche) war die Hauptkirche des ehemaligen Bistums Lebus. Der Dom wurde im Mittelalter von 1446 bis 1475 erbaut. Im Zweiten Weltkrieg, im Jahre 1945, wurde der Dom beschossen und stürze in sich zusammen. Erst 1995 konnte er in seiner jetzigen Form wiedereröffnet werden. Im Inneren befindet sich ein Sakramentshaus.        | weitere Bilder |
| 09115973 Teilobjekt zu: 09115094 | Domplatz 10 (Lage) | Orgel | Die Orgel wurde 1967 von der Schuke erbaut. | BW |
| 09115974 Teilobjekt zu: 09115094 | Domplatz 10 (Lage) | Orgel | Die Orgel wurde 1995 von der Firma Sauer erbaut. | BW |
| 09115118                         | Domstraße 1 (Lage) | Wohnhaus | | Wohnhaus |
| 09115439                         | Dr.-Wilhelm-Külz-Straße 14 (Lage)                                                                                                   | Lehrerseminar, spätere Aufbauschule | | Lehrerseminar, spätere Aufbauschule |
| 09115533                         | Dr.-Wilhelm-Külz-Straße 46 (Lage)                                                                                                   | Mietwohnhaus | | Mietwohnhaus |
| 09115156                         | Dr.-Wilhelm-Külz-Straße 55 (Lage)                                                                                                   | Kirche mit Pfarrhaus | Evangelisch-Lutherische Kirche Fürstenwalde, turmloser neugotischer Backsteinbau von 1883 | Kirche mit Pfarrhaus |
| 0911 Teilobjekt zu: 09115156     | Dr.-Wilhelm-Külz-Straße 55 (Lage)                                                                                                   | Pfarrhaus | Das Pfarrhaus steht im nördlich der Kirche und schließt im rechten Winkel an die Kirche an. | BW |
| 09115833 Teilobjekt zu: 09115156 | Dr.-Wilhelm-Külz-Straße 55 (Lage)                                                                                                   | Anbau | | BW |
| 09115835 Teilobjekt zu: 09115156 | Dr.-Wilhelm-Külz-Straße 55 (Lage)                                                                                                   | Einfriedung | | BW |
| 09115983 Teilobjekt zu: 09115156 | Dr.-Wilhelm-Külz-Straße 55 (Lage)                                                                                                   | Orgel | Die Orgel wurde 1875 erbaut. | BW |
| 09115157                         | Dr.-Wilhelm-Külz-Straße 61 (Lage)                                                                                                   | Jugendstilvilla | | Jugendstilvilla |
| 09115299                         | Ehrenfried-Jopp-Straße 37 / Martin-Luther-Straße (Lage)                                                                             | Gedenktafel für Ehrenfried Jopp | Die Ehrentafel befindet sich in der Ehrenfried-Jopp-Straße am Haus Martin-Luther-Straße 37. Ehrenfried Jopp starb hier am 30. Mai 1930. Er wurde ermordet. | Gedenktafel für Ehrenfried Jopp |
| 09115438                         | Eisenbahnstraße 19 (Lage) | Gymnasium (heute Freie Schule Fürstenwalde) | | Gymnasium (heute Freie Schule Fürstenwalde) |
| 09115158                         | Eisenbahnstraße 26 (Lage) | Wohn- und Geschäftshaus | | Wohn- und Geschäftshaus |
| 09115486                         | Frankfurter Straße/Grünstraße (Lage)                                                                                                | Jüdischer Friedhof | Der älteste Grabstein des Jüdischen Friedhofes stammt aus dem Jahre 1748. Die Trauerhalle und große Teile des Friedhofes wurden am 9. November 1938 zerstört. | weitere Bilder |
| 09116039                         | Frankfurter Straße 70 (Lage) | Geschwister-Scholl-Gymnasium (Haus I) | | BW |
| 09115302                         | Friedhofstraße () | Otto-Ulinski-Gedenkstein, auf dem Neuen Friedhof | | ein Bild hochladen |
| 09115303                         | Friedhofstraße (Lage) | Vogeltränkebrunnen, auf dem Neuen Friedhof | | weitere Bilder |
| 09116040                         | Holzstraße 1 a (Lage) | Geschwister-Scholl-Gymnasium (Haus II) mit Haupt- und Seitenflügel sowie straßenseitiger Grundstückseinfriedung | | Geschwister-Scholl-Gymnasium (Haus II) mit Haupt- und Seitenflügel sowie straßenseitiger Grundstückseinfriedung |
| 09115524                         | Henry Hall 14 (Lage) | Abwasserpumpwerk (heute Wohnhaus) | | Abwasserpumpwerk (heute Wohnhaus) |
| 09115298                         | In den Pflaumenbergen (Lage) | Gedenkstein für Max Behnke | Max Behnke (1890–1944), Kommunist und Mitglied des Roten Frontkämpferbundes, wurde von Angehörigen der SA hinterrücks erschossen. | weitere Bilder |
| 09115301                         | Karl-Cheret-Straße (Lage) | Gedenktafel für Karl Cheret | Cheret war Jungsozialist und wurde in dieser Straße ermordet. Die Gedenktafel weist auf seinen Tod hin. | Gedenktafel für Karl Cheret |
| 09115405                         | Karl-Liebknecht-Straße 10–17; Richard-Strauss-Straße 6–11; Julian-Marchlewski-Straße 26, 27; Wriezener Straße 36, 37, 45, 46 (Lage) | GEWOBA-Siedlung | GEWOBA = Gemeinnützige Wohnungsbaugenossenschaft Fürstenwalde eG | GEWOBA-Siedlung |
| 09115304                         | Karl-Marx-Straße (Lage) | Karl-Marx-Denkmal | Ursprünglich befand sich auf dem heutigen Karl-Marx-Denkmal anstelle der Karl-Marx-Plakette eine Otto von Bismarck gewidmete Plakette. | Karl-Marx-Denkmal |
| 09115421                         | Küstriner Straße 9 (Lage) | Gedenktafel zur Erinnerung an die KPD-Ortsgruppen-Gründung im Hause | Die Gedenktafel ist öffentlich nicht zugänglich. | BW |
| 09115132                         | Langewahler Straße 1 (Lage) | Villa Germania mit Remisen und Stallgebäude | | Villa Germania mit Remisen und Stallgebäude |
| 09115822 Teilobjekt zu: 09115132 | Langewahler Straße 1 () | Stall & Remise | | ein Bild hochladen |
| 09115721                         | Magazinstraße, Uferstraße 95 (Lage)                                                                                                 | Zwei Speicher mit Nebengebäude und Grundstückseinfriedung | | Zwei Speicher mit Nebengebäude und Grundstückseinfriedung |
| 0911 Teilobjekt zu: 09115721     | Magazinstraße, Uferstraße 95 () | Speicher | Der Speicher steht im Hof. | ein Bild hochladen |
| 09115093                         | Mühlenbrücken 3 (Lage) | Spreemühle | Wassermühle, von der Spree angetrieben | Spreemühle |
| 09115306                         | Mühlenstraße 6 (Lage) | Gedenktafel für Gustav Adolf | Gustav II. Adolf, König von Schweden, weilte während des Dreißigjährigen Krieges für einige Tage in Fürstenwalde. | Gedenktafel für Gustav Adolf |
| 09115444                         | Mühlenstraße 17 / Schloßstraße (Lage)                                                                                               | Wohnhaus, Seitenflügel und Hofgebäude der ehemaligen Brauerei Ludwig Mord | | Wohnhaus, Seitenflügel und Hofgebäude der ehemaligen Brauerei Ludwig Mord |
| 09115897 Teilobjekt zu: 09115444 | Mühlenstraße 17 / Schloßstraße ()                                                                                                   | Seitenflügel | | ein Bild hochladen |
| 09115898 Teilobjekt zu: 09115444 | Mühlenstraße 17 / Schloßstraße ()                                                                                                   | | Wirtschaftsgebäude | ein Bild hochladen |
| 09115899 Teilobjekt zu: 09115444 | Mühlenstraße 17 / Schloßstraße ()                                                                                                   | Mälzerei | Die Gebäude befinden sich auf der Ostseite des Hofes. | ein Bild hochladen |
| 09115900 Teilobjekt zu: 09115444 | Mühlenstraße 17 / Schloßstraße ()                                                                                                   | Brauhaus & Maschinenhaus | Die Gebäude befinden sich auf der Ostseite des Hofes. | ein Bild hochladen |
| 09115901 Teilobjekt zu: 09115444 | Mühlenstraße 17 / Schloßstraße ()                                                                                                   | Remise & Pferdestall | Die Gebäude befinden sich auf der Ostseite des Hofes. | ein Bild hochladen |
| 09115117                         | Mühlenstraße 26 (Lage) | Wohn- und Geschäftshaus | | Wohn- und Geschäftshaus |
| 09115487                         | Neue Gartenstraße 5, 7, 9, 10-22, 24, 26, 26a, 26b, 26c, 28-50 (gerade), Waldstraße 1 (Lage)                                        | Kasernenanlage mit Mannschafts- und Wirtschaftsgebäuden, Lazarett, Wache, Offizierscasino, Wohnhaus für verheiratete Unteroffiziere, Restaurant „Zum Kaiser Alexander“, Verwaltungsgebäude, Standortgebührenstelle, Wäscherei, Remise und Stallungen für Reitpferde sowie Teile der Wald- und Gartenstraße mit Pflasterung, Baumbestand und Einfriedung (heute Wohnanlage) | Die Kaserne wird inzwischen zu Wohnzwecken genutzt. | Kasernenanlage mit Mannschafts- und Wirtschaftsgebäuden, Lazarett, Wache, Offizierscasino, Wohnhaus für verheiratete Unteroffiziere, Restaurant „Zum Kaiser Alexander“, Verwaltungsgebäude, Standortgebührenstelle, Wäscherei, Remise und Stallungen für Reitpferde sowie Teile der Wald- und Gartenstraße mit Pflasterung, Baumbestand und Einfriedung (heute Wohnanlage) |
| 09115642 Teilobjekt zu: 09115487 | Neue Gartenstraße 12, 14, 16 () | Mannschaftsgebäude | | ein Bild hochladen |
| 09115643 Teilobjekt zu: 09115487 | Neue Gartenstraße 20, 22, 24 () | Mannschaftsgebäude | | ein Bild hochladen |
| 09115644 Teilobjekt zu: 09115487 | Neue Gartenstraße 18 () | Wachgebäude | | ein Bild hochladen |
| 09115645 Teilobjekt zu: 09115487 | Neue Gartenstraße 26 () | Wohnhaus | | ein Bild hochladen |
| 09115646 Teilobjekt zu: 09115487 | Neue Gartenstraße 28, 30, 32 () | Mannschaftsgebäude | | ein Bild hochladen |
| 09115647 Teilobjekt zu: 09115487 | Neue Gartenstraße 15, 17, 19, 21 ()                                                                                                 | Lazarett | | ein Bild hochladen |
| 09115648 Teilobjekt zu: 09115487 | Neue Gartenstraße 7 () | Verwaltungsgebäude | | ein Bild hochladen |
| 09115649 Teilobjekt zu: 09115487 | Neue Gartenstraße 13 () | Wirtschaftsgebäude | | ein Bild hochladen |
| 09115650 Teilobjekt zu: 09115487 | Waldstraße 1 () | Wirtschaftsgebäude | | ein Bild hochladen |
| 09115651 Teilobjekt zu: 09115487 | Neue Gartenstraße 9, 11 () | Remise | | ein Bild hochladen |
| 09115652 Teilobjekt zu: 09115487 | Neue Gartenstraße 5 () | Gasthaus | | ein Bild hochladen |
| 09115653 Teilobjekt zu: 09115487 | Neue Gartenstraße 10 () | Offierskasino | Das Gebäude steht gegenüber der Einmündung der Waldstraße. | ein Bild hochladen |
| 09115654 Teilobjekt zu: 09115487 | Neue Gartenstraße 26a, 26b, 26c ()                                                                                                  | Stall | | ein Bild hochladen |
| 09115655 Teilobjekt zu: 09115487 | Neue Gartenstraße () | Stall | | ein Bild hochladen |
| 09115656 Teilobjekt zu: 09115487 | Neue Gartenstraße 34, 36, 38 () | Mannschaftsgebäude | | ein Bild hochladen |
| 09115657 Teilobjekt zu: 09115487 | Neue Gartenstraße 46, 48, 50 () | Mannschaftsgebäude | | ein Bild hochladen |
| 09115658 Teilobjekt zu: 09115487 | Neue Gartenstraße 40, 42, 44 () | Wirtschaftsgebäude | Die Funktion der Gebäude ist ungeklärt. | ein Bild hochladen |
| 09115659 Teilobjekt zu: 09115487 | Neue Gartenstraße () | Wirtschaftsgebäude | Das Gebäude bildet den nördlichen Abschluss des Hofes. | ein Bild hochladen |
| 09115305                         | Gartenstraße 41 (Lage) | Gedenktafel für die hier gefolterten Antifaschisten, auf dem Hof | | BW |
| 09115352                         | Ottomar-Geschke-Platz (Lage) | Sowjetischer Ehrenfriedhof und Denkmal für die antifaschistischen Widerstandskämpfer | | Sowjetischer Ehrenfriedhof und Denkmal für die antifaschistischen Widerstandskämpfer |
| 09115127                         | Palmnicken 1 (Lage) | Gutsanlage mit Gutshaus und altem Zufahrtstor, Werkstattgebäude, Remise mit Wohnhaus, Stall- und Wirtschaftsgebäude mit Wasserturm, Kartoffelkeller sowie Kulturhaus und Skulptur der lesenden Studentin (heute Oberstufenzentrum) | Die Anlage ist inzwischen ein Oberstufenzentrum. | Gutsanlage mit Gutshaus und altem Zufahrtstor, Werkstattgebäude, Remise mit Wohnhaus, Stall- und Wirtschaftsgebäude mit Wasserturm, Kartoffelkeller sowie Kulturhaus und Skulptur der lesenden Studentin (heute Oberstufenzentrum) |
| 09115816 Teilobjekt zu: 09115127 | Palmnicken () | Gutshaus | | ein Bild hochladen |
| 09115817 Teilobjekt zu: 09115127 | Palmnicken () | Werkstattgebäude | | ein Bild hochladen |
| 09115818 Teilobjekt zu: 09115127 | Palmnicken () | Wohnhaus & Remise | | ein Bild hochladen |
| 09115819 Teilobjekt zu: 09115127 | Palmnicken () | Stall | | ein Bild hochladen |
| 09115576 Teilobjekt zu: 09115127 | Palmnicken 1 () | Wasserturm | | ein Bild hochladen |
| 09115820 Teilobjekt zu: 09115127 | Palmnicken 1 () | Kulturhaus | | ein Bild hochladen |
| 09116054 Teilobjekt zu: 09115127 | Palmnicken 1 () | Skulptur | Die aus Steinguss erstellt Skulptur stellt eine lesende Studentin da. | ein Bild hochladen |
| 09115488                         | Rudolf-Breitscheid-Straße 16, 16a-b, Lützowring 2-40 (gerade) (Lage)                                                                | Kasernenanlage mit fünf Mannschafts- und zwei Wirtschaftsgebäuden, Stabsgebäude, Kommandantenhaus, Sanitätshaus (heute Wohnanlage) | Teile des Ensembles sind zu einer Wohnanlage umgestaltet worden. | BW |
| 09116033 Teilobjekt zu: 09115488 | Rudolf-Breitscheid-Straße 16, 16a-b, Lützowring 2-40 (gerade) ()                                                                    | Stabsgebäude | Das Gebäude liegt östlich der Mannschaftsgebäude. Es ist ein dreigeschossiges, massives Haus mit einem Satteldach. | ein Bild hochladen |
| 09115929 Teilobjekt zu: 09115488 | Rudolf-Breitscheid-Straße 16, 16a-b, Lützowring 2-40 (gerade) ()                                                                    | Mannschaftsgebäude | Die fünf Gebäude sind mit der Schmalseite zur Rudolf-Breitscheid-Straße ausgerichtet. Erbaut wurde die Gebäude im Jahre 1937. Es handelt sich um dreigeschossige Gebäude aus massiven Ziegel mit einem Satteldach. | ein Bild hochladen |
| 09115930 Teilobjekt zu: 09115488 | Rudolf-Breitscheid-Straße 16, 16a-b, Lützowring 2-40 (gerade) ()                                                                    | Offiziersmesse / Kantinengebäude | Die zwei Gebäude befinden sich quer zwischen den Mannschaftsbauten. | ein Bild hochladen |
| 09115931 Teilobjekt zu: 09115488 | Rudolf-Breitscheid-Straße 16, 16a-b, Lützowring 2-40 (gerade) ()                                                                    | Kommandantur | | ein Bild hochladen |
| 09115932 Teilobjekt zu: 09115488 | Rudolf-Breitscheid-Straße 16, 16a-b, Lützowring 2-40 (gerade) ()                                                                    | Krankenhausgebäude | | ein Bild hochladen |
| 09115933 Teilobjekt zu: 09115488 | Rudolf-Breitscheid-Straße 16, 16a-b, Lützowring 2-40 (gerade) ()                                                                    | Stall & Reithalle | | ein Bild hochladen |
| 09115934 Teilobjekt zu: 09115488 | Rudolf-Breitscheid-Straße 16, 16a-b, Lützowring 2-40 (gerade) ()                                                                    | Reithalle | | ein Bild hochladen |
| 09115935 Teilobjekt zu: 09115488 | Rudolf-Breitscheid-Straße 16, 16a-b, Lützowring 2-40 (gerade) ()                                                                    | Schmiede | | ein Bild hochladen |
| 09115936 Teilobjekt zu: 09115488 | Rudolf-Breitscheid-Straße 16, 16a-b, Lützowring 2-40 (gerade) ()                                                                    | Garage | | ein Bild hochladen |
| 09115937 Teilobjekt zu: 09115488 | Rudolf-Breitscheid-Straße 16, 16a-b, Lützowring 2-40 (gerade) ()                                                                    | Unterstand | | ein Bild hochladen |
| 09115523 Wikidata                | Schillerstraße (Lage) | Martin-Luther-Kirche | Die Martin-Luther-Kirche ist ein neugotischer Bau von 1909/1910 und wurde als Ketschendorfer Kirche erbaut. Seit 1951 es die Martin-Luther-Kirche. | weitere Bilder |
| 09116036 Teilobjekt zu: 09115523 | Schillerstraße () | Orgel | | ein Bild hochladen |
| 09115130                         | Schloßstraße 13, 14, Magazinstraße 2 (Lage)                                                                                         | Jagdschloss mit Speicher und Eckgebäude | Das Jagdschloss Fürstenwalde ist ein Barockbau von 1699/1700, gebaut nach Plänen von Martin Grünberg. Seit 1750 dient es als Getreidemagazin. | weitere Bilder |
| 09115821 Teilobjekt zu: 09115130 | Schloßstraße 13, 14, Magazinstraße 2 ()                                                                                             | Speicher | Der Speicher befindet sich südlich des Schlosse an der Magazinstraße. | ein Bild hochladen |
| 09116047 Teilobjekt zu: 09115130 | Schloßstraße 13, 14, Magazinstraße 2 ()                                                                                             | Lazarett & Verwaltungsgebäude | Die Gebäude stehen an der Einmündung der Magazinstraße in die Schlossstraße. | ein Bild hochladen |
| 09115436                         | Seilerplatz 1, 2 (Lage) | Katholische Kirche St. Johannes Baptist (Nr. 1) einschließlich Einfriedung und katholisches Gemeindehaus (Nr. 2) mit Vorgarten und zugehöriger Einfriedung | Neugotischer Backsteinbau, eingeweiht 1906 | weitere Bilder |
| 09115893 Teilobjekt zu: 09115436 | Seilerplatz 1, 2 () | Pfarrhaus (katholisch) & Gemeindehaus (katholisch) | | ein Bild hochladen |
| 09116027 Teilobjekt zu: 09115436 | Seilerplatz 1, 2 () | Orgel | | ein Bild hochladen |
| 09115781                         | Julius-Pintsch-Ring 7-17 (ungerade), 25, 31, Trebuser Straße 60 (Lage)                                                              | Wohnhaus mit Kontor, Büro- und Geschäftsgebäuden, Villa mit Eiskeller und Werksgebäude der Julius Pintsch AG | | BW |
| 09116133 Teilobjekt zu: 09115781 | Julius-Pintsch-Ring 7-17 (ungerade), 25, 31 ()                                                                                      | Wohnhaus | | ein Bild hochladen |
| 09115785 Teilobjekt zu: 09115781 | Trebuser Straße 60 () | Direktorenhaus | | ein Bild hochladen |
| 09115786 Teilobjekt zu: 09115781 | Trebuser Straße 60 () | Eiskeller | | ein Bild hochladen |
| 09115782 Teilobjekt zu: 09115781 | Trebuser Straße 60 () | Kontorgebäude & Lagerhaus | | ein Bild hochladen |
| 09115783 Teilobjekt zu: 09115781 | Trebuser Straße 60 () | Verwaltungsgebäude | | ein Bild hochladen |
| 09115784 Teilobjekt zu: 09115781 | Trebuser Straße 60 () | Verwaltungsgebäude | | ein Bild hochladen |
| 09115787 Teilobjekt zu: 09115781 | Julius-Pintsch-Ring () | Gasometer | | ein Bild hochladen |
| 09116105 Teilobjekt zu: 09115781 | Julius-Pintsch-Ring 7 () | Lagerhalle | | ein Bild hochladen |
| 09116094 Teilobjekt zu: 09115781 | Julius-Pintsch-Ring 9 () | Fabrikgebäude | | ein Bild hochladen |
| 09116095 Teilobjekt zu: 09115781 | Julius-Pintsch-Ring 11 () | Fabrikgebäude | | ein Bild hochladen |
| 09116096 Teilobjekt zu: 09115781 | Julius-Pintsch-Ring 13 () | Fabrikgebäude | | ein Bild hochladen |
| 09116097 Teilobjekt zu: 09115781 | Julius-Pintsch-Ring 15 () | Fabrikgebäude | | ein Bild hochladen |
| 09116098 Teilobjekt zu: 09115781 | Julius-Pintsch-Ring 17 () | Fabrikgebäude | | ein Bild hochladen |
| 09116098 Teilobjekt zu: 09115781 | Julius-Pintsch-Ring 17 () | Fabrikgebäude | | ein Bild hochladen |
| 09116099 Teilobjekt zu: 09115781 | Julius-Pintsch-Ring 21 () | Verwaltungsgebäude | | ein Bild hochladen |
| 09116100 Teilobjekt zu: 09115781 | Julius-Pintsch-Ring () | Verwaltungsgebäude / Kantine | | ein Bild hochladen |
| 09116102 Teilobjekt zu: 09115781 | Julius-Pintsch-Ring () | Fabrikgebäude | | ein Bild hochladen |
| 09116103 Teilobjekt zu: 09115781 | Julius-Pintsch-Ring 25 () | Lagerhalle & Fabrikgebäude | | ein Bild hochladen |
| 09116104 Teilobjekt zu: 09115781 | Julius-Pintsch-Ring 31 () | Lagerhalle & Fabrikgebäude | | ein Bild hochladen |
| 09115754                         | Windmühlenstraße 11 (Lage) | Fontane-Schule sowie Städtische Turnhalle mit Sanitäranbau und Schulhofeinfriedung | | BW |
| 09115755 Teilobjekt zu: 09115754 | Windmühlenstraße 11 () | Toilettenhaus | | ein Bild hochladen |
| 09115756 Teilobjekt zu: 09115754 | Windmühlenstraße 11 () | Turnhalle | Die Turnhalle liegt an der Holzstraße. | ein Bild hochladen |

### Trebus
| ID-Nr.   | Lage   | Bezeichnung | Beschreibung | Bild           |
| -------- | ------ | ----------- | --- | -------------- |
| 09115450 | (Lage) | Dorfkirche  | Das Gotteshaus ist ein im 18. Jahrhundert barockisierter Feldsteinbau älteren Baujahres mit Dachturm aus Fachwerk, 1945 ausgebrannt und von 1953 bis 1955 wiederaufgebaut. Bei einem Sturm am 11. September 2011 wurde der Turm stark beschädigt. Der Turm wurde aus Sicherheitsgründen im Dezember 2013 abgetragen. Der Turm wurde wieder aufgebaut. | weitere Bilder |

## Ehemalige Baudenkmale
| ID-Nr. | Lage                                     | Bezeichnung                                    | Beschreibung                                   | Bild                                           |
| ------ | ---------------------------------------- | ---------------------------------------------- | ---------------------------------------------- | ---------------------------------------------- |
|        | Fürstenwalde/Spree, Grünstraße 14 (Lage) | Gedenktafel am Geburtshaus von Ottomar Geschke | Gedenktafel am Geburtshaus von Ottomar Geschke | Gedenktafel am Geburtshaus von Ottomar Geschke |